# Equisetum ramosissimum
Equisetum ramosissimum är en fräkenväxtart som beskrevs av René Louiche Desfontaines. Equisetum ramosissimum ingår i släktet fräknar, och familjen fräkenväxter.

## Underarter
Arten delas in i följande underarter:
- E. r. debile
- E. r. ramosissimum

## Bildgalleri

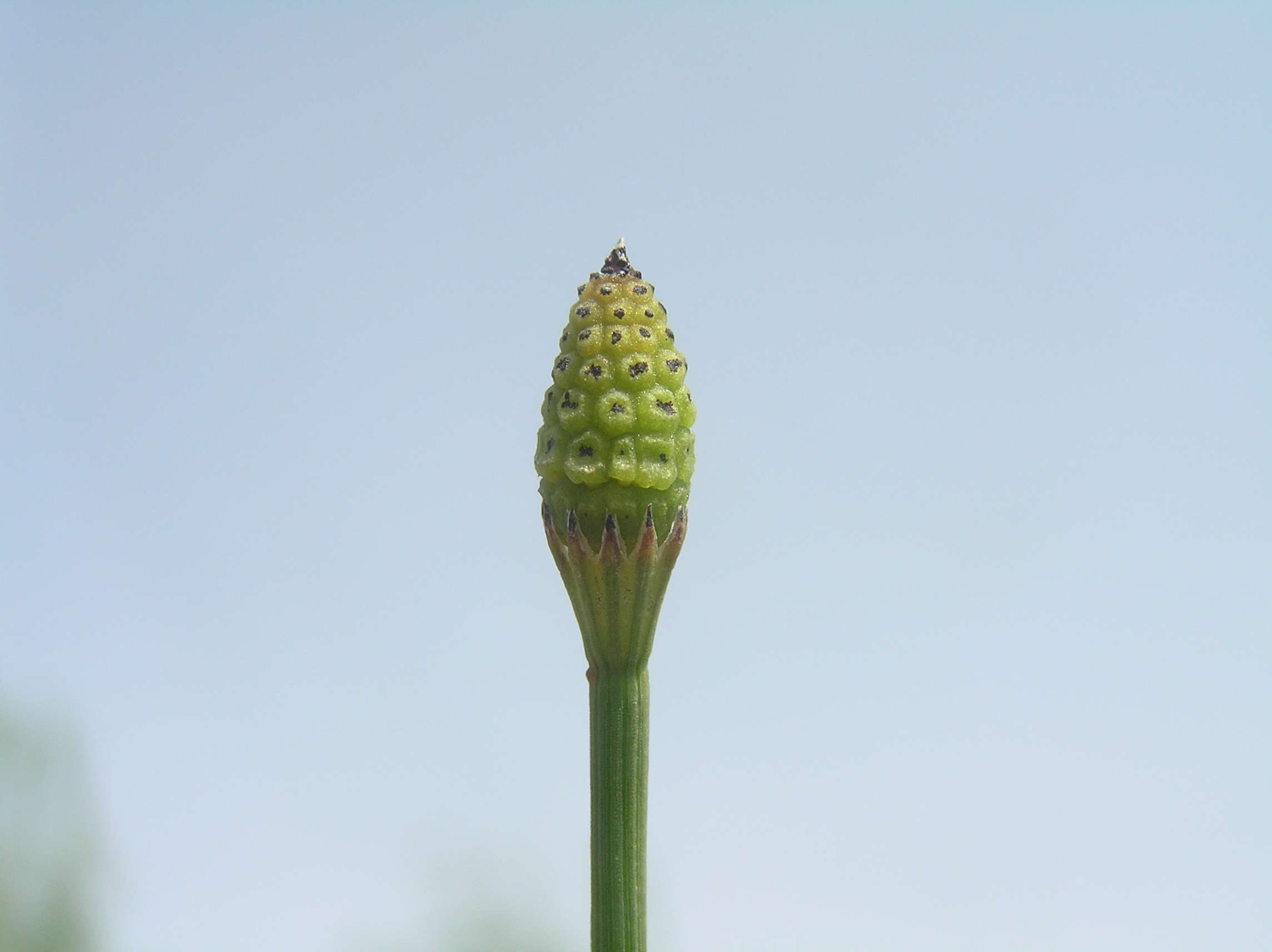
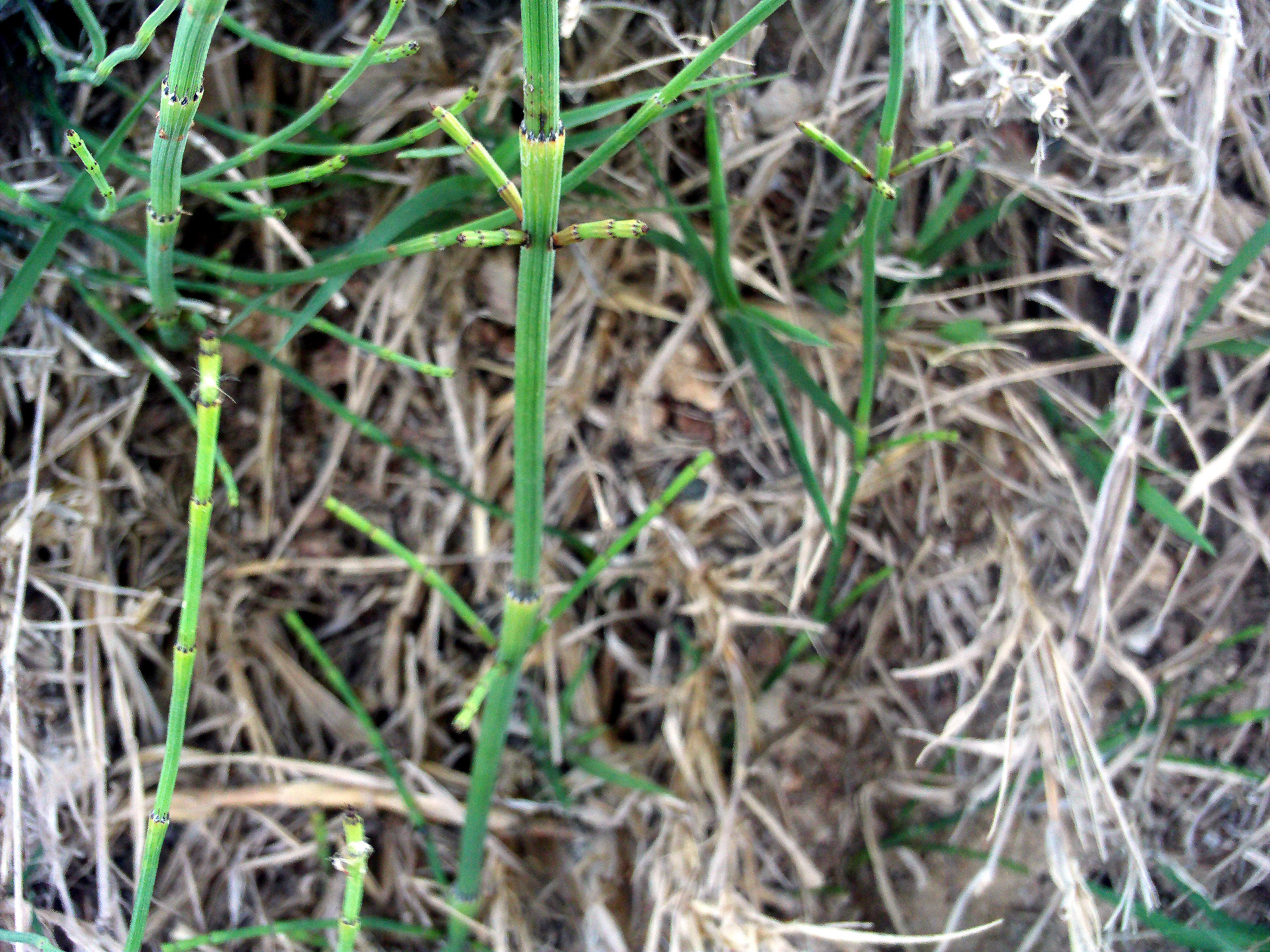
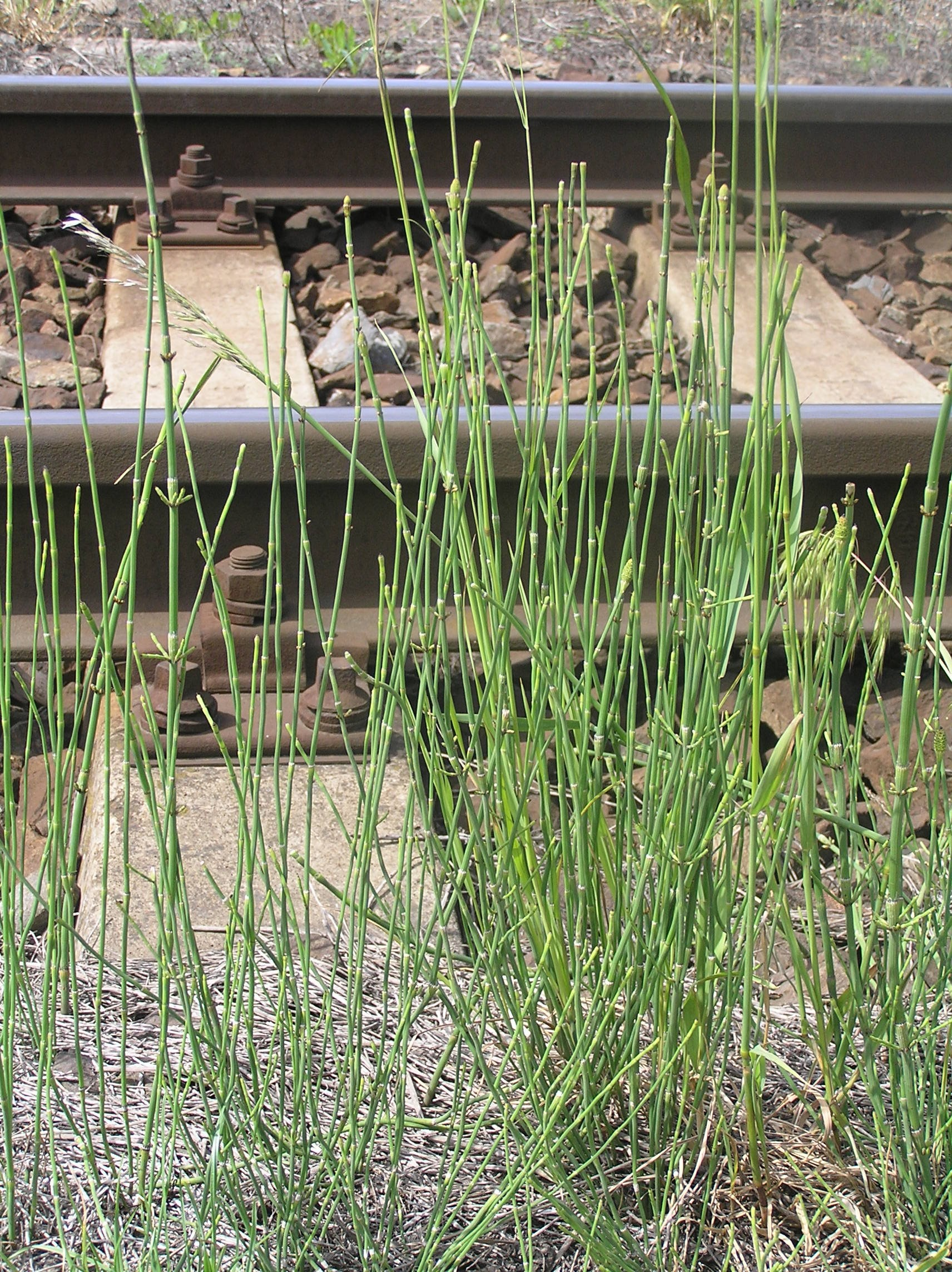
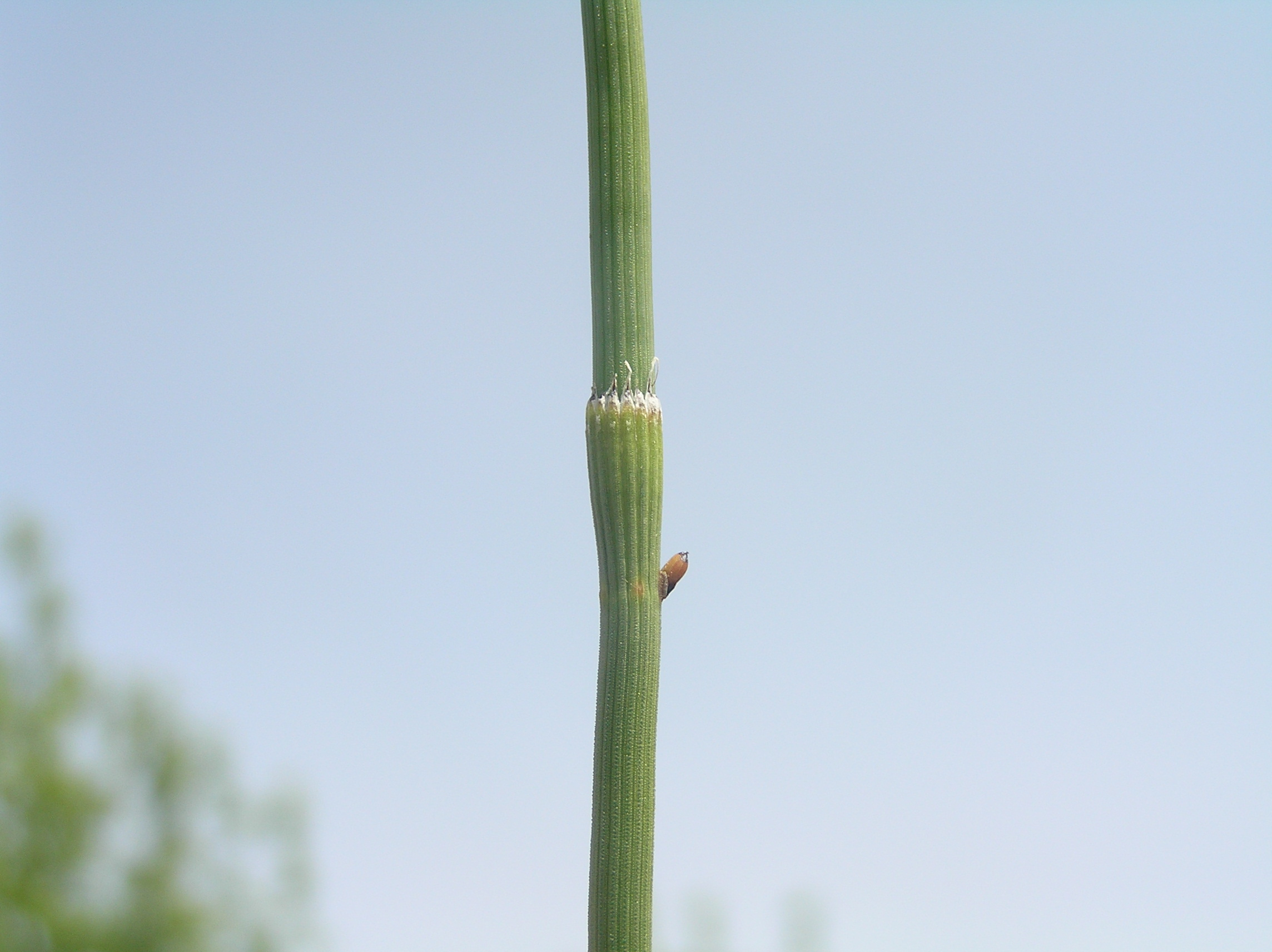
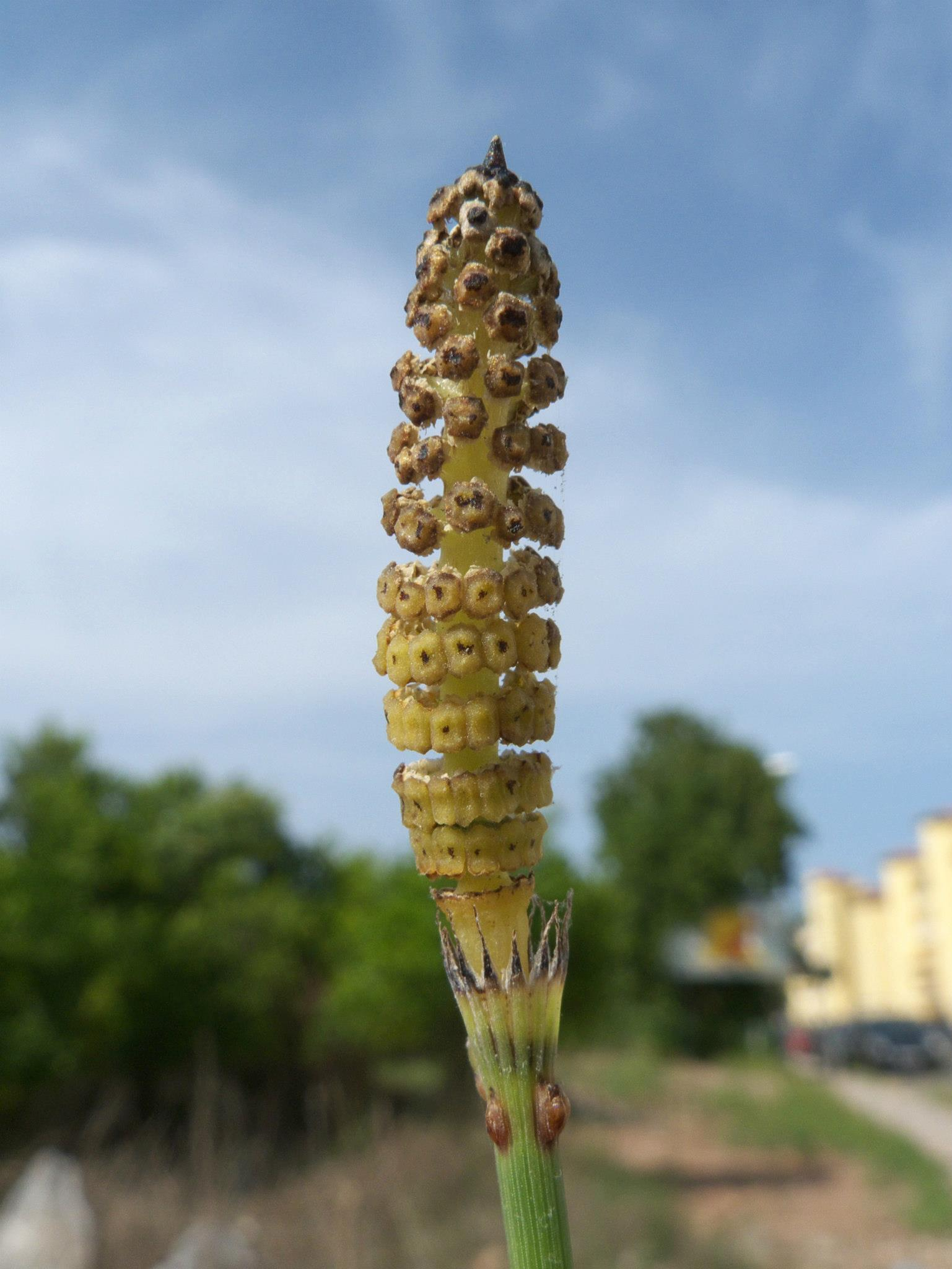
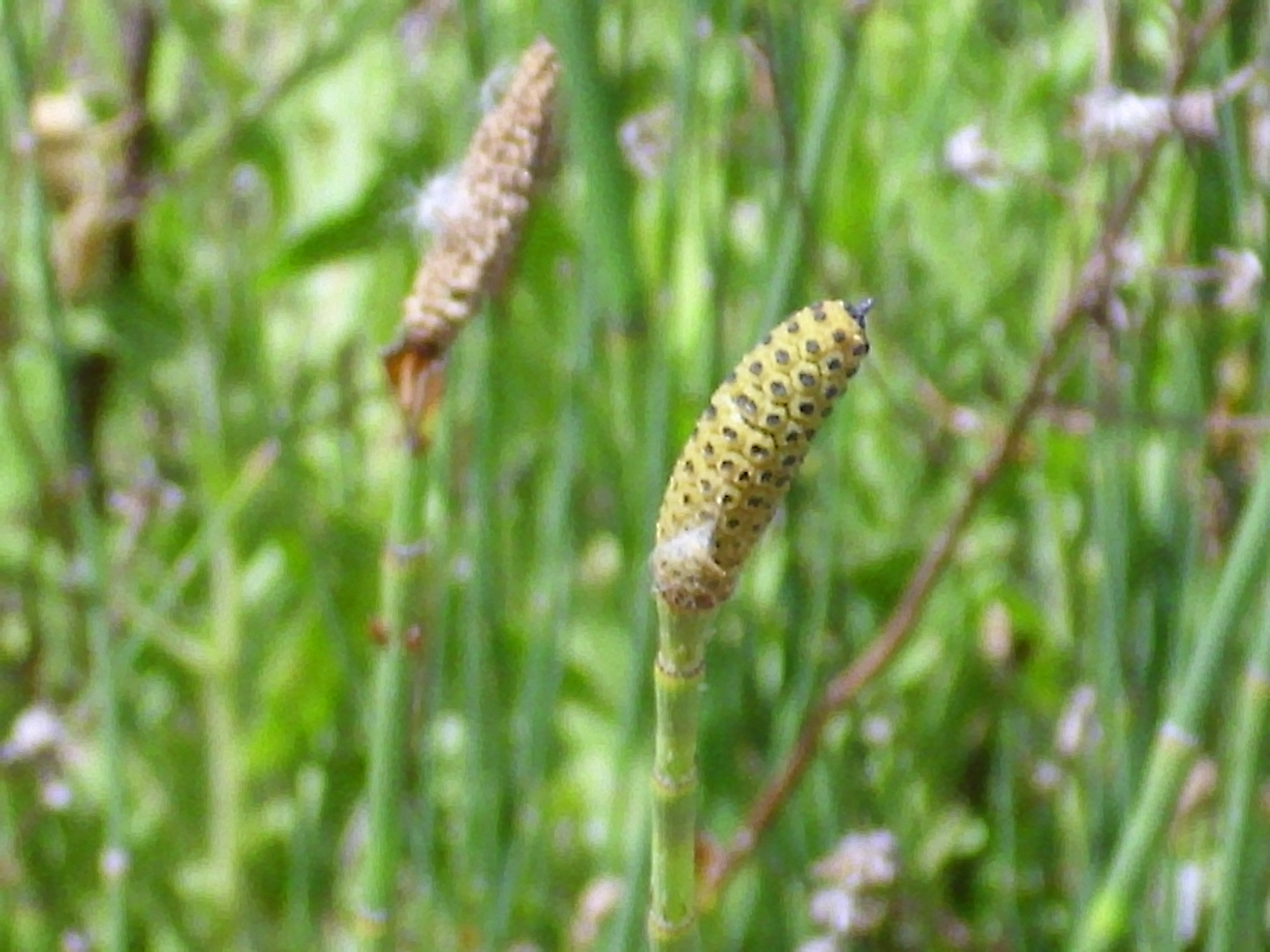